# SOCRATES (đánh giá đau đớn)
SOCRATES là mẹo nhớ hay được các nhân viên y tế sử dụng. Đây là từ viết tắt từ chữ cái đầu của 8 yêu cầu hỏi bệnh cần được nêu lên trong cuộc thăm khám. Nhân viên dịch vụ y tế khẩn cấp, bác sĩ, y tá, chuyên gia y tế sử dụng SOCRATES để đáng giá tính chất của triệu chứng đau mà bệnh nhân đang phải chịu đựng.

## Sử dụng
SOCRATES được sử dụng để có được cái nhìn sâu sắc về tình trạng bệnh nhân và cho phép các bác sĩ hình dung được lộ trình điều trị. Nó có thể hữu ích trong việc chẩn đoán phân biệt giữa đau do cảm thụ hay đau do thần kinh.

## Hạn chế
SOCRATES chỉ tập trung vào các tác động vật lý của cơn đau, và bỏ qua các yếu tố xã hội và tâm lý gây ra cơn đau.

## Cụ thể
| Chữ | Tiếng Anh                        | Tiếng Việt  | Câu hỏi ví dụ                                                                                    |
| --- | -------------------------------- | ----------- | ------------------------------------------------------------------------------------------------ |
| S   | Site                             | Vị trí      | Anh/chị đau ở đâu? Đau nhất ở chỗ nào?                                                           |
| O   | Onset                            | Khởi phát   | Cơn đau bắt đầu từ khi nào, xuất hiện đột ngột hay từ từ? Nó tăng lên hay dịu đi theo thời gian? |
| C   | Character                        | Tính chất   | Cơn đau như thế nào? Đau nhức? Đau chói?                                                         |
| R   | Radiation                        | Hướng lan   | Đau có lan ra đâu không?                                                                         |
| A   | Associations                     | Kèm theo    | Bất kỳ dấu hiệu hoặc triệu chứng nào khác liên quan đến cơn đau?                                 |
| T   | Time course                      | Thời gian   | Cơn đau tiến triển theo theo thời gian như thế nào?                                              |
| E   | Exacerbating / relieving factors | Tăng / giảm | Anh/chị có tư thế giảm đau hay sử dụng biện pháp gì để làm cơn đau tăng lên/bớt đau đi không?    |
| S   | Severity                         | Mức độ      | Anh/chị đau đến mức nào?                                                                         |

## Lịch sử
SOCRATES thường ít được sử dụng. Mặc dù đánh giá cơn đau thường có nhiều yếu tố nhưng hiếm khi nào đánh giá được trọn vẹn 8 yêu cầu nêu trên.